# Pescadores
Pescadores är en ort i Mexiko.   Den ligger i kommunen Pénjamo och delstaten Guanajuato, i den centrala delen av landet, 300 km väster om huvudstaden Mexico City. Pescadores ligger 1 674 meter över havet och antalet invånare är 254.
Terrängen runt Pescadores är huvudsakligen platt, men åt sydväst är den kuperad. Runt Pescadores är det ganska tätbefolkat, med 104 invånare per kvadratkilometer. Närmaste större samhälle är La Piedad Cavadas, 4,8 km sydväst om Pescadores. Trakten runt Pescadores består till största delen av jordbruksmark.